# Янковский, Иван Евстафьевич
Иван Евстафьевич Янковский (12 июня 1936 года — 3 мая 2020 года) — советский и российский учёный в области механизации сельского хозяйства, академик РАСХН (1995), академик Российской академии наук (2013).

## Биография
Родился 12 июня 1936 года в д. Лаховщина (Западная Белоруссия, ныне Ганцевичский район Брестской области).
Окончил Ленинградский СХИ (1960).
- 1960—1968 — ведущий инженер, зав. лабораторией испытания тракторов (1960—1962), главный инженер — заместитель директора (1962—1968) Северо-Западной государственной машиноиспытательной станции.
- 1968—1970 — заведующий лабораторией эксплуатации машинно-тракторного парка НИИ механизации и электрификации сельского хозяйства Северо-Запада.
- 1970—1983 — директор Северо-Западной государственной машиноиспытательной станции.
- 1983—1986 — председатель объединения «Леноблсельхозтехника».
- 1986—1989 — заместитель председателя агропромышленного комитета Ленинградской области,
- 1989—1990 — заведующий аграрным отделом Ленинградского обкома КПСС.
- 1990—1996 — заместитель председателя Президиума Отделения по Нечернозёмной зоне РСФСР РАСХН.
- 1996—2001 — председатель Президиума Северо-Западного научного центра РАСХН.
- с 2001 первый заместитель председателя Северо-Западного научно-методического центра РАСХН.

Доктор технических наук (1986), академик РАСХН (1995), академик РАН (2013).

## Награды, премии, почётные звания
Лауреат Государственной премии РФ в области науки и техники (1996), премии Совета Министров СССР (1979). Награждён орденом «Знак Почёта» (1973), медалями «За освоение целинных и залежных земель» (1958), «За доблестный труд. В ознаменование 100-летия со дня рождения Владимира Ильича Ленина» (1970), «За преобразование Нечерноземья РСФСР» (1984), «Ветеран труда» (1988).

## Труды
Опубликовал свыше 100 научных трудов, в том числе 10 книг и брошюр. Имеет 2 авторских свидетельства на изобретения.
Публикации:
- Системный анализ и оценка эффективности работы сельскохозяйственных агрегатов на основе эксплуатационных испытаний. — М., 1977. — 35 с. — (Сер. Новая с.-х. техника и методы её испытаний: обзор. информ. / ЦНИИТЭИ).
- Рекомендации по рациональному использованию картофелеуборочного комбайна ККУ-2А в условиях Северо-Западной зоны РСФСР / соавт.: А. А. Устроев и др.; Сев.-Зап. гос. зон. машиноиспытательная станция и др. — Л., 1981. — 24 с.
- Концепция развития механизации, электрификации и автоматизации сельскохозяйственного производства Нечернозёмной зоны России на 1995 г. и на период до 2000 года / соавт. А. А. Устроев; РАСХН. Отд-ние по Нечернозём. зоне РФ. — СПб., 1993. — 199 с.